# Volvo B8RLE
Volvo B8RLE — городской коммерческий низкопольный автобус большой вместимости производства Volvo Bussar. С ноября 2014 года производится также версия для стран с левосторонним движением.

## История
Сочленённая версия B8RLE, называемая B8RLEA, производится в Австралии с конца 2014 года. В 2017 году по всему миру были выпущены версии Евро-3 и 5 с мощностью двигателя 250 и 330 л. с. Версия мощностью 250 л. с. производится в Бразилии как Volvo B250RLE.
B8RLE также доступен в качестве шасси автобуса среднего класса, известного как Volvo B8R. По всей Европе B8RLE чаще всего выпускается в виде полуинтегрального Volvo 8900LE. В Соединённом Королевстве B8RLE производится с кузовами MCV Evora и Wright Eclipse 3, а ранее также с кузовом MCV Evolution 2. Кроме того, Plaxton также разработала версию с низким полом под названием Plaxton Panther LE на базе шасси B8RLE с трёхосной конфигурацией 6x2 для рынка междугородних и пригородных автобусов. В Испании B8R и B8RLE доступны только с кузовами Unvi Urbis, Castrosua Magnus E, Sunsundegui SB3 и Sunsundegui Astral (производство этого кузова прекращено).
На Филиппинах Volvo Buses запустила производство B8RLE в августе 2018 года. Шасси автобуса импортировано из Буроса, Швеция, а кузов изготовлен компанией Autodelta Coach Builders.
В Индонезии компания Indotruck Utama запустила производство модели B8RLE в марте 2019 года на выставке Busworld в Юго-Восточной Азии.
На автобусы ставят двигатели Volvo D8K или D8C, в зависимости от экологического стандарта.